# Helikoniamyrfågel
Helikoniamyrfågel (Neoctantes niger) är en fågel i familjen myrfåglar inom ordningen tättingar.

## Utseende och läte
Helikoniamyrfågel är en distinkt knubbig myrfågel med uppåtsvängd näbb. Hanen är helsvart med silversvart näbb. Honan liknar hanen, men har bjärt rödorange buk. 

## Utbredning och systematik
Fågeln placeras som enda art i släktet Neoctantes. Den förekommer från sydöstra Colombia till västra Amazonområdet i Brasilien, östra Ecuador och sydöstra Peru.

## Levnadssätt
Helikoniamyrfågel hittas i tät undervegetation i skog, inklusive Heliconia som gett arten dess namn, men även vattennära växtlighet, klängväxtrika skogsbryn och täta skogar på näringsfattiga jordar.

## Status och hot
Arten har ett stort utbredningsområde, men tros minska i antal, dock inte tillräckligt kraftigt för att den ska betraktas som hotad. Internationella naturvårdsunionen IUCN listar arten som livskraftig (LC).